# Хрусталево (Башкортостан)
Хрусталёво (баш. Хрустали) — деревня в Трунтаишевском сельсовете Альшеевского района Республики Башкортостан России. Живут татары (2002).

## История
Название — от фамилии Хрусталев (Русско-башкирский словарь-справочник названий населенных пунктов Республики Башкортостан. — Уфа: Китап, 2001.- 320 с. С. 25).
Основана в начале 20 в. в Белебеевском уезде как хутор. С 1930‑х учитывается как посёлок. С 2005 современный статус.
Статус деревня посёлок приобрёл согласно Закону Республики Башкортостан от 20 июля 2005 года N 211-з «О внесении изменений в административно-территориальное устройство Республики Башкортостан в связи с образованием, объединением, упразднением и изменением статуса населенных пунктов, переносом административных центров», ст.1

6. Изменить статус следующих населенных пунктов, установив тип поселения — деревня:

…

2) в Альшеевском районе:

я2) поселка Хрусталево Сараевского сельсовета
До 2008 года — в составе упразднённого Сараевского сельсовета (Закон Республики Башкортостан от 19.11.2008 N 49-з «Об изменениях в административно-территориальном устройстве Республики Башкортостан в связи с объединением отдельных сельсоветов и передачей населённых пунктов»).

## Население
| 2002 | 2009 | 2010 |
| ---- | ---- | ---- |
| 112  | ↘68  | ↘62  |

Историческая численность населения: в 1920 — 79 чел.; 1939—284; 1959—326; 1969—312; 1989—364; 2002—112; 2010 — 62.
Национальный состав
На 1 января 1969 года преобладающая национальность — русские.
На 1 сентября 1981 года преобладающая национальность — татары.
Согласно переписи 2002 года, преобладающая национальность — татары (54 %).

## Географическое положение
Расположена на р. Курсак.
Расстояние до:
- районного центра (Раевский): 38 км,
- центра сельсовета (Трунтаишево): 16 км,
- ближайшей железнодорожной станции (Раевка): 38 км.